# Plympton
Plympton – dzielnica miasta Plymouth, w Anglii, w Devon, w dystrykcie (unitary authority) Plymouth. Plympton jest wspomniana w Domesday Book (1086) jako Plintone/Plintona.